# Lista zabytków w Birgu
To jest lista zabytków w miejscowości Birgu na Malcie, które są umieszczone na liście National Inventory of the Cultural Property of the Maltese Islands.

## Lista
| Nazwa zabytku                                               | Lokalizacja                                   | Współrzędne                                   | Nr na liście NICPMI | Zdjęcie |
| ----------------------------------------------------------- | --------------------------------------------- | --------------------------------------------- | ------------------- | ------- |
| Koszary Couvre Porte                                        | Triq it-8 ta’ Dicembru                        | 35°53′07,5″N 14°31′21,3″E/35,885413 14,522582 | 00049               |         |
| Nisza Matki Bożej z Góry Karmel                             | Triq il-Karmnu / Triq San Lawrenz             | 35°53′19,2″N 14°31′14,3″E/35,888677 14,520626 | 00705               |         |
| Kościół Matki Bożej z Monserrat (Trójcy Świętej)            | Triq il-Madonna ta’ Monserrat                 | 35°53′20,8″N 14°31′14,1″E/35,889123 14,520585 | 00706               |         |
| Klasztor św. Scholastyki                                    | Triq Santa Skolastika                         | 35°53′20,2″N 14°31′20,3″E/35,888948 14,522308 | 00707               |         |
| Nisza Chrystusa Ukrzyżowanego                               | Misrah ir-Rebha / Triq La Vallette            | 35°53′17,7″N 14°31′19,3″E/35,888257 14,522016 | 00708               |         |
| Nisza św. Filipa Neri                                       | Triq San Filippu / Triq Patri Indri Vella     | 35°53′18,1″N 14°31′18,2″E/35,888362 14,521732 | 00709               |         |
| Kościół św. Filipa Neri (Matki Bożej Aniołów Stróżów)       | Triq San Filippu                              | 35°53′19,4″N 14°31′18,2″E/35,888720 14,521731 | 00710               |         |
| Figura św. Wawrzyńca                                        | Misrah ir-Rebha                               | 35°53′16,5″N 14°31′19,6″E/35,887921 14,522105 | 00711               |         |
| Oratorium Bractwa św. Józefa                                | Zuntier                                       | 35°53′15,5″N 14°31′18,5″E/35,887647 14,521804 | 00712               |         |
| Oratorium Bractwa Krzyża Świętego                           | Zuntier                                       | 35°53′15,6″N 14°31′17,4″E/35,887667 14,521509 | 00713               |         |
| Kościół św. Wawrzyńca (parafialny)                          | Triq San Lawrenz                              | 35°53′14,4″N 14°31′17,4″E/35,887332 14,521497 | 00714               |         |
| Kościół Zwiastowania (Dominikanów)                          | Triq il-Mina l-Kbira                          | 35°53′13,0″N 14°31′20,2″E/35,886954 14,522290 | 00715               |         |
| Domy kapelanów Zakonu                                       | Triq Papa Alessandru VII                      | 35°53′14,3″N 14°31′22,5″E/35,887315 14,522924 | 00716               |         |
| Pałac biskupa                                               | Triq il-Palazz ta’ L-Isqof                    | 35°53′14,2″N 14°31′24,3″E/35,887275 14,523416 | 00717               |         |
| Nisza św. Wawrzyńca                                         | 15 Triq il-Kwartier                           | 35°53′16,6″N 14°31′25,8″E/35,887949 14,523830 | 00718               |         |
| Nisza św. Józefa                                            | Triq Gilormu Cassar / Triq Hilda Tabone       | 35°53′18,3″N 14°31′24,2″E/35,888412 14,523381 | 00719               |         |
| Nisza św. Wawrzyńca                                         | Triq Hilda Tabone / Triq il-Majjistral        | 35°53′18,3″N 14°31′21,3″E/35,888420 14,522592 | 00720               |         |
| Nisza Matki Boskiej Bolesnej                                | Triq il-Majjistral                            | 35°53′16,8″N 14°31′22,1″E/35,887987 14,522814 | 00721               |         |
| Nisza Matki Boskiej Różańcowej                              | Triq il-Majjistral / Triq Pacifiku Scicluna   | 35°53′15,7″N 14°31′23,2″E/35,887691 14,523100 | 00722               |         |
| Nisza św. Dominika                                          | Triq P. Boffa                                 | 35°53′10,0″N 14°31′22,4″E/35,886110 14,522901 | 00723               |         |
| Nisza Matki Boskiej Bolesnej                                | Taht il-Mina ta’ Provence                     | 35°53′09,4″N 14°31′21,9″E/35,885957 14,522741 | 00724               |         |
| Nisza Chrystusa Ukrzyżowanego                               | Couvre Porte                                  | 35°53′07,6″N 14°31′20,6″E/35,885439 14,522386 | 00725               |         |
| Nisza Twarzy Chrystusowej                                   | Triq 8-ta’Dicembru (fosa)                     | 35°53′07,7″N 14°31′19,9″E/35,885471 14,522198 | 00726               |         |
| Pałac Inkwizytora                                           | Triq il-Mina l-Kbira                          | 35°53′14,0″N 14°31′21,0″E/35,887234 14,522497 | 01157               |         |
| Zajazd Francuski                                            | 24-27 Triq Hilda Tabone                       | 35°53′18,7″N 14°31′22,2″E/35,888523 14,522834 | 01158               |         |
| Zajazd Niemiecki                                            | 7a/7b Misrah ir-Rebha                         | 35°53′17,2″N 14°31′20,1″E/35,888110 14,522243 | 01159               |         |
| Zajazd Angielski                                            | 40-42 Triq il-Majjistral                      | 35°53′17,6″N 14°31′21,4″E/35,888219 14,522601 | 01160               |         |
| Zajazd Aragoński                                            | 28-30 Triq Hilda Tabone                       | 35°53′18,5″N 14°31′22,8″E/35,888485 14,522989 | 01161               |         |
| Zajazd Owernii i Prowansji                                  | 21-23 Triq Hilda Tabone                       | 35°53′18,6″N 14°31′21,7″E/35,888494 14,522707 | 01162               |         |
| Zajazd Kastylii i Portugalii                                | 57-59 Triq Hilda Tabone / Triq Gilormu Cassar | 35°53′18,3″N 14°31′24,4″E/35,888417 14,523435 | 01163               |         |
| Zajazd Włoski                                               | 1 Triq San Lawrenz                            | 35°53′26,0″N 14°31′10,9″E/35,890553 14,519701 | 01164               |         |
| Fort St Angelo                                              | Xatt il-Forn                                  | 35°53′32,9″N 14°31′05,1″E/35,892481 14,518078 | 1479                |         |
| Bastion D’Homedesa                                          | Sant’Anglu                                    | 35°53′27,4″N 14°31′08,7″E/35,890943 14,519097 | 1480                |         |
| Cavalier                                                    | Sant’Anglu                                    | 35°53′29,7″N 14°31′08,5″E/35,891593 14,519017 | 1481                |         |
| Kurtyna dochodząca do bastionu D’Homedesa                   | Sant’Anglu                                    | 35°53′29,5″N 14°31′07,1″E/35,891518 14,518637 | 1482                |         |
| Brama główna                                                | Sant’Anglu                                    | 35°53′29,3″N 14°31′06,8″E/35,891476 14,518551 | 1483                |         |
| Mur przylegający do bastionu D’Homedesa i górujący nad fosą | Sant’Anglu                                    | 35°53′28,6″N 14°31′09,6″E/35,891274 14,519345 | 1484                |         |
| Główny mur obronny Grunenberga                              | Sant’Anglu                                    | 35°53′32,0″N 14°31′01,4″E/35,892226 14,517050 | 1485                |         |
| Bateria nr 1 (poziom morza)                                 | Sant’Anglu                                    | 35°53′34,4″N 14°31′05,9″E/35,892884 14,518292 | 1486                |         |
| Bateria nr 2                                                | Sant’Anglu                                    | 35°53′33,9″N 14°31′04,8″E/35,892760 14,518003 | 1487                |         |
| Bateria nr 3                                                | Sant’Anglu                                    | 35°53′33,3″N 14°31′03,9″E/35,892578 14,517745 | 1488                |         |
| Bateria nr 4                                                | Sant’Anglu                                    | 35°53′33,0″N 14°31′03,7″E/35,892488 14,517685 | 1489                |         |
| Centrum mieszkalne                                          | Sant’Anglu                                    | 35°53′32,7″N 14°31′05,4″E/35,892411 14,518178 | 1490                |         |
| Barbakan                                                    | Sant’Anglu                                    | 35°53′30,6″N 14°31′05,6″E/35,891845 14,518218 | 1491                |         |
| Bateria De Guirala                                          | Sant’Anglu                                    | 35°53′32,3″N 14°31′00,8″E/35,892311 14,516898 | 1492                |         |
| Magazyn prochu                                              | Sant’Anglu                                    | 35°53′31,2″N 14°31′04,5″E/35,891990 14,517925 | 1493                |         |
| Fosa z wodą morską                                          | Xatt Sant’Anglu                               | 35°53′27,5″N 14°31′10,0″E/35,890982 14,519452 | 1494                |         |
| Rampa wejściowa                                             | Xatt Sant’Anglu                               | 35°53′29,0″N 14°31′06,7″E/35,891387 14,518514 | 1495                |         |
| Birgu                                                       | Birgu                                         | 35°53′17,1″N 14°31′19,3″E/35,888089 14,522039 | 1507                |         |
| Bastion św. Jana                                            | Triq il-Mina l-Kbira                          | 35°53′09,0″N 14°31′22,0″E/35,885840 14,522777 | 1508                |         |
| Nadszaniec św. Jana                                         | Triq Torri ta’ San Gwann                      | 35°53′10,4″N 14°31′22,5″E/35,886211 14,522904 | 1509                |         |
| Kurtyna francuska                                           | Triq Torri ta’ San Gwann                      | 35°53′12,2″N 14°31′24,7″E/35,886719 14,523519 | 1510                |         |
| Bastion św. Jakuba                                          | Triq Torri ta’ San Gwann                      | 35°53′13,3″N 14°31′27,7″E/35,887024 14,524354 | 1511                |         |
| Nadszaniec św. Jakuba                                       | Triq Torri ta’ San Gwann                      | 35°53′14,0″N 14°31′26,8″E/35,887217 14,524125 | 1512                |         |
| Posterunek kastylijski                                      | Triq il-Foss                                  | 35°53′17,2″N 14°31′28,8″E/35,888107 14,524674 | 1513                |         |
| Dzieło rogowe posterunku kastylijskiego                     | Kalkara Creek                                 | 35°53′17,8″N 14°31′29,9″E/35,888279 14,524982 | 1514                |         |
| Obwałowanie posterunku kastylijskiego                       | Foss tas-Sur                                  | 35°53′16,5″N 14°31′28,7″E/35,887909 14,524625 | 1515                |         |
| Mur obronny od strony Kalkary                               | il-Manderagg, Santa Skolastika                | 35°53′21,3″N 14°31′21,2″E/35,889254 14,522558 | 1516                |         |
| Krótki odcinek schodkowej kurtyny prowadzący do Birgu Creek | Telghet II – Vittmi Tal-Polvrista             | 35°53′08,9″N 14°31′19,6″E/35,885800 14,522120 | 1517                |         |
| Przeciwstraż Couvre Porte                                   | Triq 8-ta’Dicembru                            | 35°53′06,9″N 14°31′21,4″E/35,885240 14,522617 | 1518                |         |
| Brama Couvre Porte                                          | Triq 8-ta’Dicembru                            | 35°53′07,5″N 14°31′20,6″E/35,885429 14,522377 | 1519                |         |
| Covertway                                                   |                                               | 35°53′09,1″N 14°31′24,6″E/35,885870 14,523505 | 1520                |         |
| Fosa główna                                                 | il-Foss                                       | 35°53′11,6″N 14°31′25,7″E/35,886563 14,523818 | 1521                |         |
| Bateria fosy                                                | il-Foss                                       | 35°53′14,8″N 14°31′29,2″E/35,887453 14,524779 | 1522                |         |
| Brama Przednia                                              | Bastion św. Jana                              | 35°53′08,7″N 14°31′21,3″E/35,885751 14,522574 | 1523                |         |
| Brama Główna                                                | Bastion św. Jana                              | 35°53′09,4″N 14°31′21,9″E/35,885953 14,522737 | 1524                |         |
| Pozostałości kaponiery                                      | fosa                                          | 35°53′11,3″N 14°31′25,5″E/35,886484 14,523756 | 1525                |         |
| Cottonera Lines                                             | Cottonera                                     | 35°52′38,3″N 14°31′30,3″E/35,877318 14,525085 | 1544                |         |
| Półbastion św. Wawrzyńca (Cottonera Lines)                  | il-Mandragg                                   | 35°53′12,2″N 14°31′32,7″E/35,886717 14,525761 | 1545                |         |
| Kurtyna św. Salwatora (Cottonera Lines)                     | Triq Santa Liberata                           | 35°53′10,2″N 14°31′34,8″E/35,886171 14,526329 | 1546                |         |
| Brama św. Salwatora (Cottonera Lines)                       | Triq Santa Liberata                           | 35°53′10,1″N 14°31′35,6″E/35,886130 14,526558 | 1547                |         |
| Bastion św. Salwatora (Cottonera Lines)                     | Triq Santa Liberata                           | 35°53′10,5″N 14°31′42,1″E/35,886256 14,528348 | 1548                |         |
| Fort św. Salwatora (Cottonera Lines)                        | Bastion św. Salwatora                         | 35°53′10,2″N 14°31′39,7″E/35,886153 14,527708 | 1549                |         |
| Kurtyna św. Ludwika (Cottonera Lines)                       | Triq San Dwardu                               | 35°53′05,3″N 14°31′45,2″E/35,884806 14,529224 | 1550                |         |
| Brama św. Ludwika (Cottonera Lines)                         | Triq San Dwardu                               | 35°53′05,8″N 14°31′44,5″E/35,884956 14,529031 | 1551                |         |
| Bastion św. Ludwika (Cottonera Lines)                       | Triq San Dwardu                               | 35°53′03,0″N 14°31′49,8″E/35,884158 14,530510 | 1552                |         |
| Kurtyna św. Jakuba (Cottonera Lines)                        | Triq San Dwardu                               | 35°52′58,7″N 14°31′48,0″E/35,882986 14,529993 | 1553                |         |
| Brama św. Jakuba (Cottonera Lines)                          | Triq San Dwardu                               | 35°52′57,8″N 14°31′48,0″E/35,882736 14,530001 | 1554                |         |
| Bastion św. Jakuba (Cottonera Lines)                        | Triq San Dwardu                               | 35°52′52,8″N 14°31′50,5″E/35,881336 14,530707 | 1555                |         |
| Kurtyna Notre Dame de la Grace (Cottonera Lines)            | Triq il-Kottonera                             | 35°52′48,0″N 14°31′44,9″E/35,880000 14,529139 | 1556                |         |
| Brama Notre Dame de la Grace (Cottonera Lines)              | Triq il-Kottonera                             | 35°52′49,3″N 14°31′45,4″E/35,880370 14,529285 | 1557                |         |
| Bastion Notre Dame de la Grace (Cottonera Lines)            | Triq il-Kottonera                             | 35°52′44,0″N 14°31′45,1″E/35,878890 14,529189 | 1558                |         |
| Kaplica Narodzenia Maryi Dziewicy                           | Sant’Anglu                                    | 35°53′31,0″N 14°31′05,9″E/35,891933 14,518310 | 1805                |         |